# جيم دايل
جيم دايل (بالإنجليزية: Jim Dale)‏ مواليد 15 أغسطس 1935 في إنجلترا، المملكة المتحدة، هو ممثل وكوميدي أمريكي بدأ مسيرته الفنية سنة 1951. من أعماله الاستمرار في كليو.

## الجوائز
- جائزة توني
- جائزة دراما ديسك

## وصلات خارجية
- جيم دايل على موقع IMDb (الإنجليزية)
- جيم دايل على موقع روتن توميتوز (الإنجليزية)
- جيم دايل على موقع ألو سيني (الفرنسية)
- جيم دايل على موقع ميوزك برينز (الإنجليزية)
- جيم دايل على موقع أول موفي (الإنجليزية)
- جيم دايل على موقع قاعدة بيانات برودواي على الإنترنت (الإنجليزية)
- جيم دايل على موقع قاعدة بيانات الأفلام السويدية (السويدية)
- جيم دايل على موقع إن إن دي بي (الإنجليزية)
- جيم دايل على موقع ديسكوغز (الإنجليزية)
- جيم دايل على موقع قاعدة بيانات الفيلم (الإنجليزية)
- الموقع الرسمي